# سالم راشد
سالم راشد مواليد 7 فبراير 1988، لاعب كرة قدم إماراتي يجيد اللعب في الظهير الأيمن مع نادي كلباء الإماراتي .
لعب في البداية لنادي كلباء وانتقل إلى الجزيرة عام 2012 وعاد إلى نادي كلباء في عام 2023.

## روابط خارجية
- سالم راشد على موقع الاتحاد الدولي (مؤرشف)  (الإنجليزية)
- سالم راشد على موقع Soccerway.com (الإنجليزية)
- سالم راشد على موقع GSA (الإنجليزية)